# Riaño de Campoo

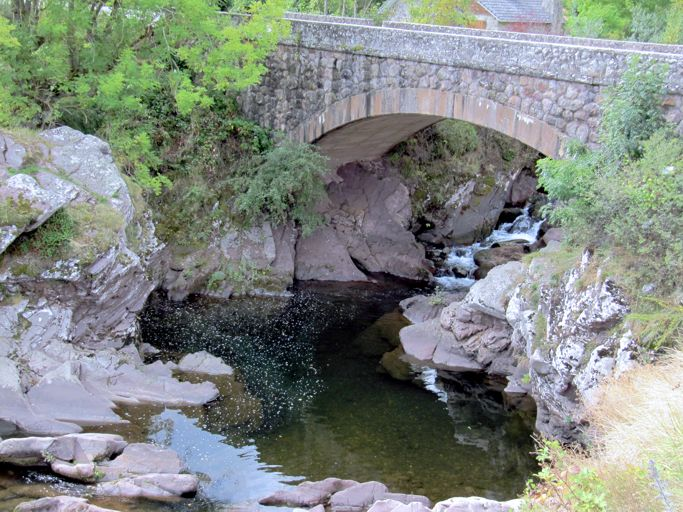
El Pozo Negro.

Riaño de Campoo es un paraje de la Hermandad de Campoo de Suso en Cantabria, España. Se encuentra a 800 metros de la localidad de Entrambasaguas y a 1 kilómetro de Hoz de Abiada, en la confluencia de los ríos Guares e Híjar. 
Posee varias edificaciones dedicadas en su mayor parte al turismo rural (restaurantes y alojamientos). 
Ha sido punto de encuentro tradicional para los habitantes de toda la Hermandad de Campoo de Suso, que se congregaban para emplear sus ratos de ocio, para merendar, jugar a las cartas, pasear, pescar o bañarse en el Pozo Negro, una hoya del río Híjar de más de 4 metros de profundidad, a la que se precipitaban los bañistas más atrevidos desde el puente que por encima del río une el paraje con la localidad de Mazandrero, a una altura de 20 metros.
La popularidad del paraje se ha visto muy mermada a consecuencia de la sedimentación de gravas desprendidas río arriba por las obras de una central hidroeléctrica, disminuyendo así la profundidad del pozo. Así mismo, la desaparición de la trucha autóctona, como consecuencia de desacertadas políticas de repoblación con trucha arcoíris, ha rebajado sustancialmente el interés de los amantes de la pesca hacia esta lugar. La proliferación en el valle de piscinas públicas y privadas ha supuesto a su vez una drástica disminución de bañistas.
Riaño sigue siendo no obstante un paraje de gran interés turístico, desde el que se pueden emprender excursiones de diversa dificultad a las cumbres y gargantas de la Sierra de Híjar.

## Paisaje y naturaleza
Las orillas de ambos ríos (Guares e Híjar) son ricas en arbolado de ribera donde encontramos numerosos fresnos, sauces, arces y chopos. Pero también buenas hayas, robles y algún abedul. En la margen izquierda del Híjar se extienden prados de siega sobre una zona de aterrazamientos de materiales de aluvión, con ocasional arbolado alineado en las linderas de las fincas.

## Patrimonio histórico
A pocos metros de la confluencia del Guares con el Híjar, la antigua calzada salva este último mediante un hermoso puente de piedra, catalogado como bien de interés cultural con el código (A.R.I.) 51-0009009-00000. Aunque conocido popularmente como "puente romano", es en realidad de factura tardomedieval o posiblemente del siglo XVI.
En esta zona se han encontrado más de 300 utensilios del Paleolítico inferior, lo que demuestra la presencia humana en el valle hace cientos de miles de años.
- Datos: Q6107909
- Multimedia: Riaño de Campoo / Q6107909